# Curley Johnson
Curley Johnson é um ex-jogador profissional de futebol americano estadunidense.

## Carreira
Curley Johnson foi campeão do Super Bowl III jogando pelo New York Jets.